# Маврикос, Георгис
Георгис Маврикос (греч. Γιώργος Μαυρίκος; 1950, Скирос, Греция) — деятель греческого и международного рабочего движения, политический и профсоюзный деятель, генеральный секретарь Всемирной федерации профсоюзов (2005—2022). Один из лидеров Коммунистической партии Греции, член парламента Греции (2007—2013).

## Биография
Родился в семье скотоводов. Получил образование в Афинском политехническом институте. С юности участвовал в массовое движении трудящихся. В ноябре 1973 года участвовал в восстании студентов Афинского политехнического университета против диктатуры. Был арестован полицией.
За время диктатуры чёрных полковников в Греции (1967—1974) его дважды увольняли с работы из-за его профсоюзной и политической деятельности.
14 лет работал на крупном заводе сельскохозяйственных машин, где был избран председателем профсоюза. В 1982 году был избран секретарём Афинского рабочего центра (ЕКА). В 1985—1986 годах учился на факультете политических и социальных наук в МГУ.
С 1975 года — на профсоюзной работе. В течение многих лет был председателем профсоюза работников частного сектора в Афинах. С 1993 по 1998 год — генеральный секретарь Всеобщей конфедерации греческих рабочих (GSEE). В 1999—2008 годах возглавлял профсоюзный штаб Общерабочего боевого фронта (Πανεργατικό Αγωνιστικό Μέτωπο, ПАМЕ). В 2000 году на 14-м Всемирном конгрессе профсоюзов в Нью-Дели был избран вице-президентом Всемирной федерации профсоюзов, в международных встречах которой участие принимал с 1976 года.
С 2000 по 2005 год работал координатором европейского регионального офиса организации. На 15-м Всемирном конгрессе профсоюзов в Гаване был избран генеральным секретарём Всемирной федерации профсоюзов и занимал эту должность до 2022 года. Был членом Европейского социального фонда в Европейском союзе. В течение 10 лет был президентом Института истории греческого профсоюзного движения (ARISTOS).
Успешно руководил усилиями по прекращению упадка Всемирной федерации профсоюзов после распада Советского Союза. С момента его избрания генеральным секретарём в 2005 году Всемирная федерация профсоюзов увеличила число организаций-членов ВФП и успешно смогла включить в свой состав несколько влиятельных профсоюзов в Западной Европе.